# Лангенмосен
Лангенмосен (њем. Langenmosen) општина је у њемачкој савезној држави Баварска. Једно је од 18 општинских средишта округа Нојбург-Шробенхаузен. Према процјени из 2010. у општини је живјело 1.483 становника. Посједује регионалну шифру (AGS) 9185143.

## Географски и демографски подаци
Лангенмосен се налази у савезној држави Баварска у округу Нојбург-Шробенхаузен. Општина се налази на надморској висини од 403 метра. Површина општине износи 23,9 km². У самом мјесту је, према процјени из 2010. године, живјело 1.483 становника. Просјечна густина становништва износи 62 становника/km².